# La Petite-Fosse
La Petite-Fosse è un comune francese di 95 abitanti situato nel dipartimento dei Vosgi nella regione del Grand Est.

## Società

### Evoluzione demografica
Abitanti censiti